# 多洛 (威尼斯广域市)
多洛（義大利語：Dolo）是意大利威尼托大区威尼斯廣域市的市镇。面积为24.08平方公里，2010年人口数量为15,188人。